# Volvo C70
Volvo C70 — купе/кабриолет шведской компании Volvo Cars. Первое поколение поступило в продажу в 1997 как купе (выпускалось до 2002 года) и кабриолет (до 2005 года). Второе поколение C70 выпускалось с 2006 по 2013 год в кузове купе-кабриолет.

## Первое поколение
Впервые представлено в 1997 году, построено на базе Volvo 850. Является третьей моделью в линейке 70-й серии.
С70 выпускалась в двух вариантах - купе и кабриолет. Моторы от 2,0 до 2,5 литров, мощностью от 163 до 240 л. с.(в кузове кабриолет до 245 л.с). В начале 2000-х выпуск в кузове купе был прекращен, а кабриолет подвергся рестайлингу, получив иную решетку радиатора и обновленную оптику.

## Второе поколение
Второе поколение (2006 — 2009) построено на платформе модели S40. Выпускалось в двух модификациях (с моторами 2,4 и 2,5). Модель Volvo C70 Ice White выпускается специально для рынка Великобритании.

### 2009
В 2009 году был произведен рестайлинг Volvo C70, изменения коснулись передней части, которая была выполнена в стиле нового S60. Задние фонари получили светодиодные полосы. Также изменениям подверглись некоторые элементы салона. Выпускается в нескольких модификациях(данные на 2013 год): Т5 (2,5 турбобензиновый, 230 л.с.), D3 (2,0 турбодизель, 150 л.с.), D4 (2,0 турбодизель, 177 л.с.)
Специально для этой модели был представлен эксклюзивный новый цвет Flamenco Red Pearl. Поступил в продажу в начале 2010 года.

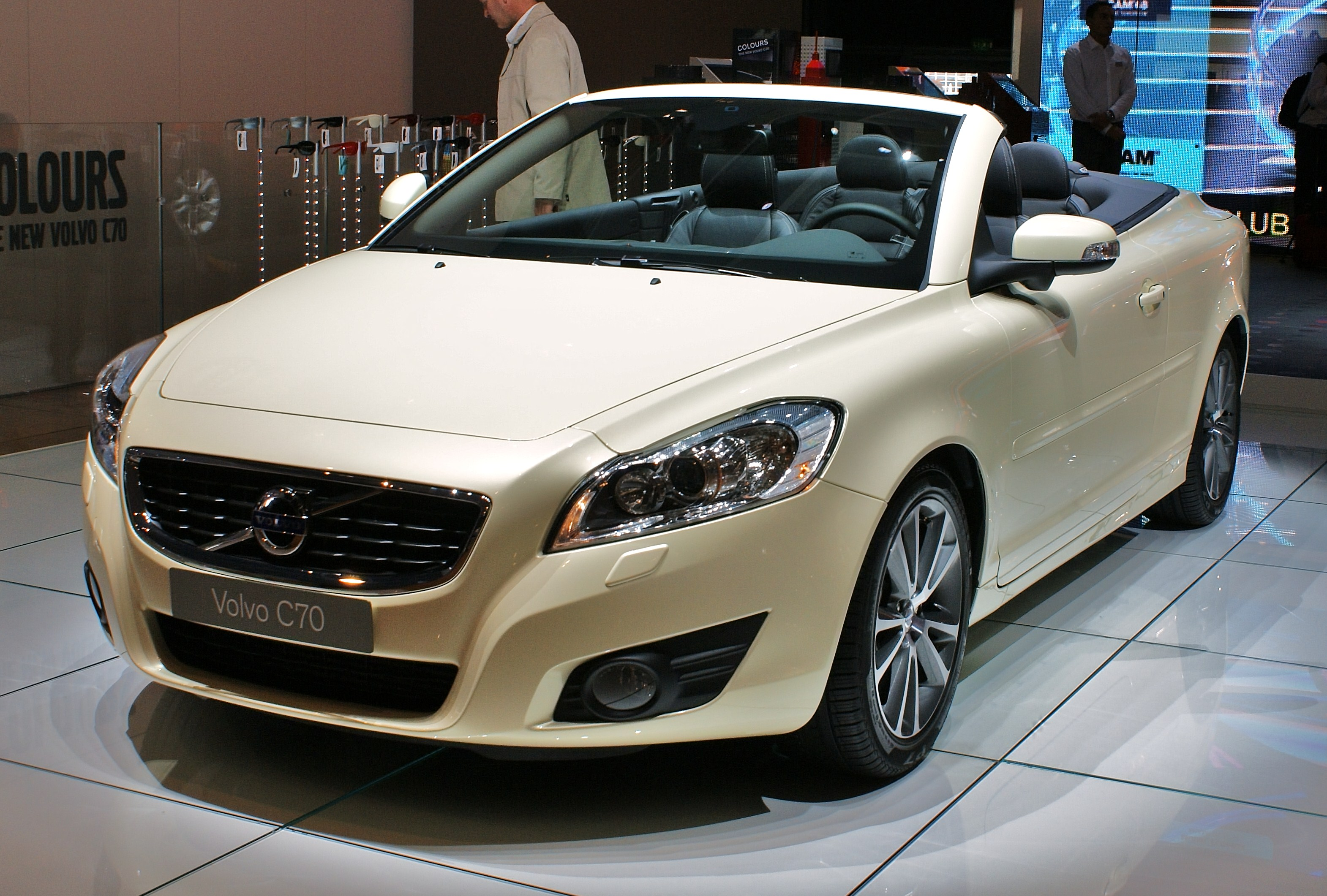
2010 Volvo C70

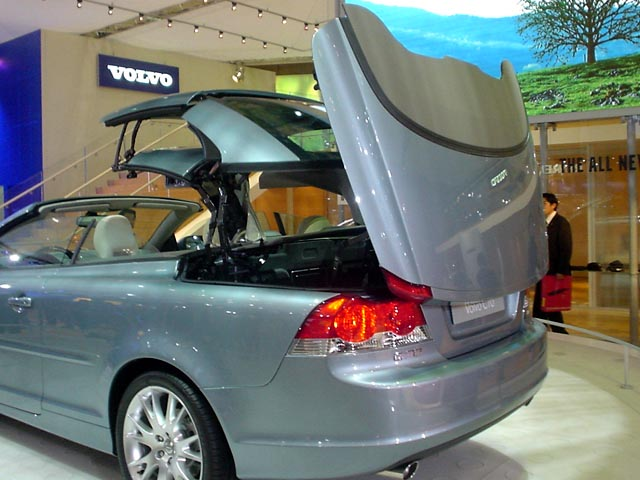
Трёхсекционная жёсткая крыша складывается за 30 секунд.